# Dignitas Personae
Dignitas Personae – instrukcja dotycząca niektórych problemów bioetycznych związanych z obroną życia nienarodzonego, wydana 8 września 2008 przez Kongregację Nauki Wiary.
Jej treść jest w ciągłości z poprzednimi dokumentami Kościoła: Donum vitae, Evangelium vitae, Veritatis splendor. Podkreśla jasny sprzeciw Kościoła wobec metody in vitro, likwidacji embrionów, zamrażania embrionów, produkcji szczepionek z embrionalnych komórek macierzystych. Pisze o zagrożeniach wynikających z metody terapii genowej.
Streszczeniem dokumentu są jego pierwsze zdania: 

Każdej istocie ludzkiej, od poczęcia aż po naturalną śmierć, należy się godność osoby. Ta podstawowa zasada, wyrażająca wielkie „tak” dla ludzkiego życia, powinna znaleźć się w centrum refleksji etycznej nad badaniami naukowymi w dziedzinie biomedycyny, które w dzisiejszym świecie nabierają coraz większego znaczenia.